# Corrie Winkel
Corrie Winkel (Países Bajos, 26 de febrero de 1944) es una nadadora neerlandesa retirada especializada en pruebas de estilo libre y estilo espalda, donde consiguió ser subcampeona olímpica en 1964 en los 4 x 100 metros estilos.

## Carrera deportiva
En los Juegos Olímpicos de Tokio 1964 ganó la medalla de plata en los relevos de 4 x 100 metros estilos, con un tiempo 4:37.0 segundos, tras Estados Unidos (oro) y por delante de la Unión Soviética (bronce); sus compañeras de equipo fueron las nadadoras: Klenie Bimolt, Ada Kok y Erica Terpstra.